# Léogâne (kommun)
Léogâne är en kommun i Haiti.   Den ligger i departementet Ouest, i den södra delen av landet, 29 km väster om huvudstaden Port-au-Prince.